# 軟骨無形成症
軟骨無形成症(なんこつむけいせいしょう、achondroplasia)は小人症の原因となる遺伝子疾患の一つである。日本では、指定難病(276)とされている。

## 概要
この症状の特徴は、腕と足が短いのに比べて殆どの場合胴体は普通の長さである。軟骨無形成症の男性の平均身長は131センチメートル (4 ft 4 in)、女性の平均身長は123センチメートル (4 ft) である。その他の外見的特徴は大きい頭と広い額である。一般的に知能は正常である。かつては軟骨低形成症と共に軟骨異栄養症と総称されていた。
罹患児が受ける特別支援教育は、肢体不自由ないしは病弱での対応となる。知的障害がない場合であれば、小中学校での通常学級在籍も多く見られるが、骨伸長手術での治療は約1年を要するため、入院期間は一時的に特別支援学校に転学する場合も多く見られる。

## 病因
軟骨無形成症は線維芽細胞増殖因子受容体3(FGFR3)遺伝子の変異によるものである。軟骨無形成症の約80%は発育初期に起こる新規の突然変異より発症する。その他の場合は親からの遺伝である常染色体優性遺伝によるものである。変異遺伝子をホモ接合で保有する場合、一般的にその胎児は生き残らない。診断は一般に症状の診察によるが、不明確である場合は遺伝子診断で分かる。
軟骨無形成症の人の平均寿命は健常者の平均寿命より約10年程短い。約27,500人に1人に発症する。デンマークと中南米での発症率はより高い。この症状で最も身長が低い成人として知られるジョティー・アムゲの身長は62.8センチメートル (2 ft 0.7 in)である。

## 治療
治療には支援団体によるサポートと成長ホルモン療法がある。合併症である肥満、水頭症、閉塞性睡眠時無呼吸、中耳炎、脊柱管狭窄症などの治療または予防が必要になる場合がある。日本での軟骨無形成症の薬物療法は、遺伝子組換えヒト成長ホルモン製剤ソマトロピン（商品名：ノルディトロピン、ヒューマトロープなど）が「骨端閉鎖を伴わない軟骨異栄養症（軟骨無形成症・軟骨低形成症）における低身長」の適応で承認されている。2022年8月25日、25年ぶりの新薬として、軟骨無形成症で異常に活性化されるFGFR3 の下流のシグナル伝達を拮抗的に阻害する作用を持つボソリチド（商品名：ボックスゾゴ）が「骨端線閉鎖を伴わない軟骨無形成症」の適応で発売された（製造販売承認日：2022年6月20日､薬価収載日：2022年8月18日）。